# Улица Пикк
Улица Пикк (эст. Pikk tänav — Длинная улица) — одна из самых длинных улиц в историческом районе Старый город Таллина,Эстония. Начинается у надвратной башни Пикк-Ялг, являясь продолжением улицы Пикк-Ялг, далее пролегает в северо-восточном направлении через Нижний город, пересекает небольшую площадь площадь Суургилди, проходит через Большие Морские ворота рядом с башней «Толстая Маргарита» и заканчивается на пересечении с улицей Раннамяэ. Протяженность улицы составляет 749 метров.

## Название
Первое упоминание об улице и строениях, находившихся на ней, относится к 1362 году. В то время улица называлась «дорога на побережье» (н.-нем. Strantstrate). Затем в архивных документах, составленных на латыни, встречались наименования: лат. longa rega, platea stagnalis и longa platea («длинная улица») в период 1367—1377 годов. Горожане использовали названия н.-нем. longa strate или lange strate — «длинная улица/дорога». Этот вариант закрепился в обороте, найдя отражение в более поздней формe нем. Langstraße (около 1732 года), наряду с которой в ходу были эстонские Ranna tänav, Pikk, Mere tänav и Pitk ulits, a также русская форма, слегка искаженная, Питк.
Официальными названиями в начале XX века были: нем. Langstraße, эст. Pikk и Морская улицa (1907), чуть позже — Длинная улицa (1920).

## История
Как показывают старые названия этой улицы, в средние века она была важной дорогой, соединявшей гавань с центром города, поэтому многие здания на улице являлись амбарами. Некоторые из них сохранили свой первоначальный вид до наших дней.

## Здания
Из 73 зданий на улице Пикк многие являются историческими постройками, внесёнными в Государственный регистр памятников культуры Эстонии. Здания на улице занимают административные организации, иностранные посольства, музеи, рестораны, магазины и жилые апартаменты.
| Номер дома | Изображение | Описание |
| ---------- | ----------- | --- |
| 1          |             | Известен с 1817 года. В 1877 году приобретён в собственность Францем Бринкилем |
| 2          |             | Четырёхэтажное каменное здание по проекту Артура Перна было построено в 1921—1923 годах для коммерческого издательства. Сейчас в здании находится Департамент охраны памятников истории и культуры. |
| 3          |             | Четырёхэтажный дом (на фото — на переднем плане справа) с 1866 года принадлежал Фридриху Мюллеру (Friedrich Müller), в начале XX века перешёл во владение Генриеты Кох (Henriette Koch), Ричарда Шмидта (Richard Schmidt), Макса Вильгельма Фика (Max Wilhelm Fick) и Бальтазара фон Унгерн-Шнетберга (Balthasar von Ungern-Sternberg), с 1917 года — Николая Коха (Nikolai Koch), с 1919 года — семейства Шварцев (Schwarz), с 1932 года — Густава-Адольфа Рейнталя (Gustav-Adolf Reinthal). Жилой дом с коммерческими площадями на первом этаже (паб-ресторан «Brewery»). |
| 4, 6, 8    |             | Три здания, объединенные под одной крышей, были построены в 1920 году по проекту Эрнста Густава Кюхнерта. На нижнем этаже находится магазин, на верхних — бюро. |
| 7          |             | (На фото вид на улицу Пикк с улицы Кинга, здания 7, 5, 3, 1) Дом 7 был построен в XIV—XV веках. В 1820 году здание было перестроено, в 1976 году восстановлено после пожара. Сейчас используется в коммерческих целях. |
| 9—15       |             | (На фото, с левой стороны здания 14, 12, 10; с правой 15, 13, 11, 9) Первое упоминание о длинном здании под номером 15 относится к XV веку. Первоначально здание было выполнено в типичном для средневекового города стиле diele-dornse, при котором у входа с улицы располагалось просторное светлое помещение (diele), а в глубину двора выходило единственное отапливаемое жилое помещение (dornse). Дом был перестроен в XVIII—XIX веках, в 1891 году Эрвином Бернхардом. Современный облик здание приобрело при перестройке в 1898 году архитектором Константином Вилькени. |
| 16         |             | Средневековые постройки в этой части улицы впервые упоминаются в 1412 году. Прежнее строение № 16 c 1806 года находилось во владении кондитеров и было в те времена небольшим двухэтажным зданием. Сменилось несколько владельцев, пока в 1864 г. его не приобрел нарвский кондитер Георг Йоханн Штуде. В 1876 году он также купил соседний дом на углу Пикк и улицы Пюхавайму и, по проекту архитектора Николая Тамма (старшего), на месте двух прежних построил новый дом. В нём расположились пекарня, кондитерский цех, магазин, кафе и квартира владельца на верхнем этаже. Ныне здесь по-прежнему работает кафе-кондитерская Maiasmokk («Лакомка»). В послевоенные годы заведение также пользовалось большой популярностью у горожан. |
| 17         |             | В бывшем здании Большой гильдии, построенном между 1407 и 1417 годами, сейчас располагается Эстонский исторический музей. |
| 18         |             | «Дом с драконами» — здание в стиле ар-нуво, построенное по проекту Жака Розенбаума в 1910 году. |
| 19         |             | Трёхэтажный особняк был построен в конце XVIII века для Фридриха фон Деллигсхаузена. В советское время в нём обосновался МВД и отдел Правительственной связи КГБ Эстонской ССР. С 1991 года в здании располагается Посольство Российской Федерации в Эстонской республике. |
| 20         |             | Здание впервые упоминается в 1326 году. В 1406 году Гильдия Св. Кнуда приобрела здание, к нему в конце века было присоединено соседнее. В начале XIX века гильдия приобрела третье здание, а в 1863—1864 годах все три здания получили новый общий фасад (архитекторы М Егорьев, Ф Кордес). На фасаде находятся фигуры Кнуда и Мартина Лютера. В 1919—1932 году в здании располагался Таллинский техникум. В 1933—1940 годах в здании разместилась Эстонская торгово-промышленная палата, с 1940 года — КГБ. В данное время здание вновь принадлежит Гильдии Св. Кнуда. |
| 21         |             | Дом построен в 1910 году Артуром вон Гойнинген-Гюне. |
| 23, 25     |             | Постройка 1908—1909 года в стиле ар-нуво от Жака Розенбаума. |
| 24         |             | С XIV века на этом месте находилась ремесленническая Гильдия Св. Олава. Несколько веков позже часть здания была выкуплена братством Черноголовых. В 1679 году здание было сильно повреждено во время пожара. В 1921—1922 годах его и соседнее (№ 26) здание реставрировал Эрнст Кюхнерт. |
| 26         |             | Построенный в 1531—1532 годах дом Черноголовых является единственным из сохранившихся образцов архитектуры эпохи Возрождения в Таллине. Братство Черноголовых объединяло неженатых немецких торговцев на территории Ливонии и просуществовало в Таллине с начала XV века до 1940 года. В советский период в здании был филиал ДК им. Я.Томпа и библиотека. |
| 28         |             | Строение 1670—1674 годов (архитектор Г. Форберг) является одним из наиболее великолепных дворцов, построенных в Таллине в период шведского правления, впоследствии перестроен. От первого владельца Акселя фон Розена дом перешел в наследство его младшему сыну Бенгту Густаву фон Розен, который, в свою очередь, завещал дом дочери. В XVIII веке особняк был продан русскому вице-адмиралу А. И. Полянскому. Сегодня в здании находится посольство Швеции в Эстонии. |
| 29         |             | Купеческий дом, упоминается в исторических документах XV века и был сооружен, вероятно, после 1433 г. Типичное строение diele-dornse из тёсанного известняка, задняя часть dornse выходила во внутренний двор, окруженный зданиями соседних улиц (Хобусепеа и Лай). Во второй половине XVIII в. был перестроен в трёхэтажное жилище. С 2009 года в здании действует гостиничный комплекс «Meriton Old Town Garden Hotel». |
| 29A        |             | Таллинский русский музей |
| 30         |             | Типичное для позднего Средневековья купеческое жилище в 1834 году было перестроено по проекту архитектора Шелбаха в стиле классицизма. В 1920-х годах шестистворчатые окна первого этажа были заменены большой витриной. С домом образует общий архитектурный ансамбль находящееся рядом здание. В конце 1990-х годов была проведена капитальная реконструкция, в ходе которой восстанавливались конструктивные и художественные элементы интерьера и фасада. Реставраторы выявили и оставили открытыми несколько исторически ценных архитектурных деталей фасада. |
| 34A        |             | Небольшая башня на Зеленом рынке на развилке улиц Пикк и Олевимяги является православной часовней. В конце XIX века, после ликвидации рынков в черте города, в Новом сквере Николаем Таммом и Николаем Херасковым была построена в честь русского императора Николая II часовня в стиле «северного модерна», освященная 18 октября 1909 года. Часовня чудом уцелела в советский период, когда её использовали то в качестве телефонной будки, то подсобного помещения для дворницкого инвентаря. В сентябре 2009 года мэрия Таллина бесплатно передала часовню приходу таллиннского собора Александра Невского. |
| 40         |             | В советское время в шестиэтажном здании находились издательства многих газет, в том числе «Советский учитель», «Советская школа», «Советская Эстония». |
| 58         |             | В Эстонской ССР в здании располагались редакции газет «Õhtuleht» и «Красная звезда». |
| 59         |             | Здание на улице Пикк 59/улице Лай 44/улице Пагари 1 было признано в 2010 году историческим памятником и отреставрировано. |
| 61         |             | Министерство внутренних дел Эстонии. |
| 65         |             | Церковь Святого Олафа. |
| 69         |             | Исторический памятник как образец средневекового здания типа diele-dornse. |
| 70         |             | «Толстая Маргарита» — бывшая орудийная башня Таллинской городской стены, ныне Морской музей Эстонии. Башня была пристроена к Большим морским воротам, под которыми проходит улица Пикк. |
| 71         |             | «Три сестры» — архитектурный ансамбль XIV века, ныне фешенебельная гостиница. Первое упоминание о трёх типичных купеческих домах на улице Пикк датируется 1362 годом. Авторство зданий приписывается Хинрику Свальбергу |
| 73         |             | Участок земли был приобретен консулом Андреасом Кохом в 1842 году. В начале XX века на участке была построена вилла Коха, однако уже в 1930-х годах дом перешел в руки новых владельцев. В советское время в вилле обосновались редакции печатных изданий «Советская женщина», «Пионер», «Юность» и др. С 2004 года в здании находится Центр эстонской детской литературы. |

## Улица в кинематографе
- На улице были сняты сцены фильма «Собака Баскервилей»[10] и ряд эпизодов фильма «Обнаженная в шляпе» (Игорь становится свидетелем «криминальной разборки» на этой улице)[11]. Из арки дома № 55 выходит на улицу капитан Пауль Кригер (Олег Даль) во второй серии фильма «Вариант Омега».